# GNU GSS
Pour les articles homonymes, voir GNU et GSS.
GNU GSS (de l'anglais « GNU Generic Security Service - Libgss »)  est une bibliothèque logicielle C qui met en œuvre des mécanismes de contrôle d'accès aux systèmes informatiques tels que l'authentification par jetons, conformément au standard IETF GSS-API. Il s'agit d'une implémentation libre des RFC 2743/2744,.

## Historique
Le projet a été initié le 2 juin 2003 et la première version stable réalisée le 30 mars 2010. GSS est distribué selon les termes de la GPLv3 depuis le 29 juin 2007 pour la sortie de la version 0.0.22.
Les principaux projets utilisant GSS sont GNU SASL, GNU Mailutils, cURL et Fetchmail.

## Critiques
Le mainteneur du projet Simon Josefsson, lequel travaille à la refonte du projet, met en garde les projets de logiciels libres désireux d'implémenter un framework de sécurité agnostique sur les risques d'utiliser GSS, en raison notamment d'une déficience de conception. Cette mise en garde, publiée dans la documentation du projet pour la version 1.0.2 sortie en novembre 2011, s'accompagne d'une recommandation d'étudier l'alternative que représente GNU SASL. Outre la maintenance des projets GNU SASL ou GnuTLS, Simon Josefsson a contribué dans le passé au projet OpenWRT en y apportant de nombreux correctifs.